# گرچن دیلی
گرچن دیلی (انگلیسی: Gretchen Daily) زادهٔ ۱۹ اکتبر ۱۹۶۴ در واشینگتن دی.سی. دانشمند آمریکایی محیط زیست و متخصص بوم‌شناسی مناطق گرمسیری است. دیلی به درک وابستگی و تأثیرات بشریت به طبیعت و پیش‌برد یک رویکرد سیستماتیک برای ارزیابی طبیعت در سیاست، امور مالی، مدیریت و عملکرد آنها در سراسر جهان کمک کرده‌است. دیلی یکی از بنیانگذاران مدیریت پروژه بزرگ سرمایه طبیعی در دانشگاه استفورد بود، نهادی که یک مشارکت‌کننده جهانی است و هدف آن متمرکز شدن بر ارزش‌های طبیعت به منظور تصمیم‌گیری در مورد مردم، دولت‌ها، سرمایه‌گذاران، شرکت‌ها، سازمان‌های غیردولتی و سایر مؤسسه‌ها می‌باشد. این پروژه با همراهی بیش از ۳۰۰ شرکت‌کننده در سراسر جهان، در زمینه علوم و فناوری و معیارهای قابل اندازه‌گیری در امر توسعه پایدار و فراگیر پیشگام است.
دیلی، استاد علوم زیست‌محیطی در گروه زیست‌شناسی در دانشگاه استنفورد، مدیر مرکز زیست‌شناسی حفاظت در استنفورد و یکی از اعضای ارشد مؤسسه استنفورد وودز برای محیط زیست است. او عضو منتخب آکادمی ملی علوم ایالات متحده، آکادمی علوم و هنرهای آمریکایی و انجمن فلسفه در آمریکا همچنین عضو هیئت مدیره سابق انستیتوی اقتصاد بوم شناختی بیکر در آکادمی سلطنتی علوم سوئد در بخش حفاظت از طبیعت می‌باشد.

## سنین جوانی و تحصیل
دیلی، در واشینگتن دی سی متولد و عمدتاً در کالیفرنیا و آلمان غربی بزرگ شد، در همان‌جا بود که در ۱۹۸۲ از دبیرستان فارغ‌التحصیل گردید، سپس به کالیفرنیا بازگشت. وی در ۱۹۸۷ در رشته پزشکی فارغ‌التحصیل و در سال ۱۹۹۲ دکترای محیط زیست خود را در علوم بیولوژیک از دانشگاه استنفورد دریافت کرد.

## سوابق شغلی

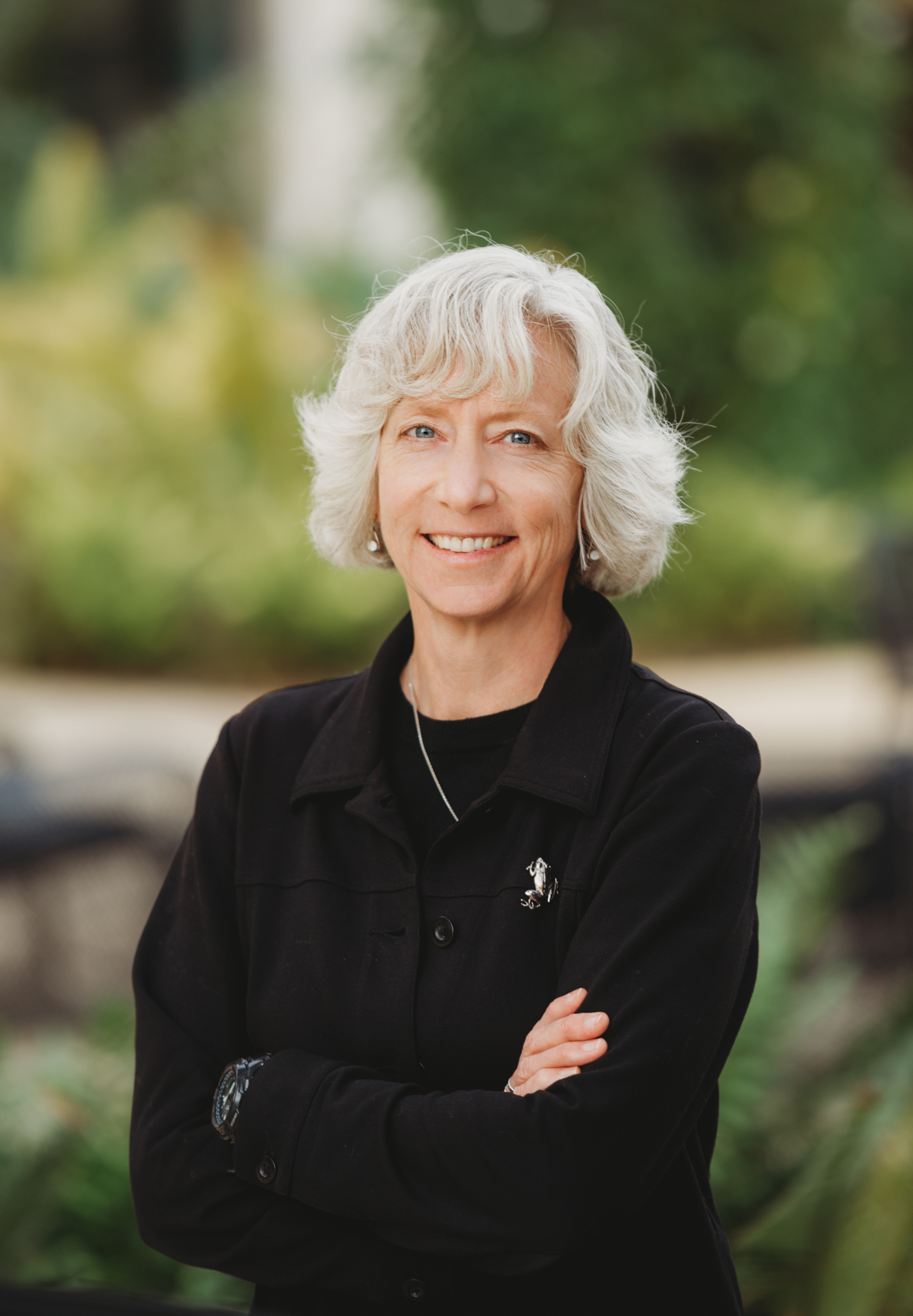
گرچن دیلی، خارج از دفاتر پروژه سرمایه طبیعی خود در دانشگاه استنفورد

در سال ۱۹۹۲، به دیلی فوق دکترای وینسلو / هاینز در گروه انرژی و منابع دانشگاه برکلی اعطا گردید. در سال ۱۹۹۵ کرسی تحقیقات در گروه علوم بیولوژیکی دانشگاه استنفورد را دریافت کرد. وی در طول دوره‌ایی که به عنوان یک دانشمند محقق کار می‌کرد، به عنوان یک مدیر خدمات طبیعت، کتاب وابستگی‌های اجتماعی به اکوسیستم‌های طبیعی را تدوین نمود، کتابی که امروزه برای درک بنیادین مزایای طبیعت مورد استفاده مردم قرار می‌گیرد. بنیاد هاینز اظهار داشت که این کتاب با مثال‌ها و روش‌های مختلف از خدمات طبیعت در چندین نقطه از جهان به عنوان الگویی برای تنظیم اکوسیستم‌ها خدمت کرده و کاتالیزوری جهت ارزیابی اکوسیستم در انجمن هزاره سازمان ملل بوده‌است.
در سال ۲۰۰۵، دیلی به عنوان استاد علوم محیط زیست در دانشکده بیولوژی دانشگاه استنفورد وودز، همچنین به عنوان استاد ارشد و مدیر مرکز حفاظت از محیط زیست در این دانشگاه خدمت می‌کرد. لازم به توضیح است که دیلی از سال ۲۰۲۰، در هر سه منصب ذکر شده همزمان فعالیت می‌کند.
در سال ۲۰۰۵، گرچن دیلی به همراه شرکای «حفاظت از طبیعت» و «صندوق جهانی طبیعت»، پروژه سرمایه طبیعی را تأسیس کردند. هدف اعلام شده این سازمان بهبود رفاه مردم و سیاره ما با ایجاد انگیزه در سرمایه‌گذاری‌های هدفمند در طبیعت است. در سال‌های بعد، این مشارکت تا همکاری با دانشگاه مینه سوتا و آکادمی علوم چین و مرکز تحقیقاتی استکهلم، همراه با بیش از سیصد مؤسسه همکار گسترش پیدا کرد. نرم‌افزار استفاده از امضای آن، برای کاربران توسعه‌یافته باز است، بطوریکه اکنون در ۱۸۵ کشور از این کاربران برای کشف ارزش‌های طبیعی و تصمیم‌گیری‌های خاص و خطرات و ضایعات طبیعی استفاده می‌شود. گرچن دیلی به‌ عنوان یکی از مدیران پروژه سرمایه طبیعی و نماینده اصلی این سازمان در بین رهبران مالی و دولتی فعالیت می‌کند. در سال ۲۰۰۶، دیلی به عضویت هیئت مدیره سازمان خیریه «حفاظت از طبیعت» درآمد، همچنین وی به عنوان استاد مهمان برنامه هیومنیتاس در مطالعات پایداری در دانشگاه کمبریج در سال ۲۰۱۳ خدمت می‌کرد.

## پژوهش
پروفایل علمی دیلی، در مرکز بررسی تحقیقات حوزه زیست جغرافیایی، نشان می‌دهد که طبق نظر دیلی: «دینامیزم آینده تغییرات تنوع زیستی، یک چارچوب و یک مفهوم جدیدی را برای روشن کردن سرنوشت جمعیت‌ها، گونه‌ها و اکوسیستم‌ها در بخش‌های رو به رشد و دست‌نخورده زمین نشان می‌دهد که چگونه ویژگی‌ها و کیفیت اکو‌سیستم آن‌ها به شدت تحت‌تاثیر فعالیت انسان‌ها قرار دارند.»

## نویسنده
خدمات طبیعت: وابستگی اجتماعی به اکوسیستم‌های طبیعی در سال ۱۹۹۷ توسط گرچن دیلی در روزنامه ایسلند‌ پرس منتشر شد. این کتاب با مقدمه‌ای از ناشر با عنوان «خدمات اکوسیستم چیست» و یک بحث مقدماتی دیگر توسط هارولد مونی و پاول ارلیش که به دنبال جزئیات «تاریخ پراکنده» خدمات اکوسیستم است شروع می‌شود. پس از موضوعات مربوط به مقدمه، این کتاب به چهار بخش مجزا تقسیم شده‌است که عناصر مختلف خدمات اکوسیستم را بیان می‌کند.
بخش اول کتاب در وهله اول مسائل اقتصادی مربوط به ارزش خاص خدمات اکوسیستم را مورد بررسی قرار می‌دهد. در دو بخش بعدی انواع مختلف خدمات قابل ارائه توسط طبیعت، خدماتی سطح بالا که عمدتا تحت عنوان زیست‌بوم بیان شده‌است. بخش خدمات اصلی شامل مقالاتی مانند «تنوع زیستی و عمل‌کرد اکوسیستم» توسط دیوید تیلمن، خدمات اکوسیستم خاک، ارائه شده توسط گرچن دیلی، پاملا ماتسون و پیتر ویتوسک و «خدمات ارائه شده توسط گرده افشان‌ها» توسط گری نبهان و استفان بوخمان. بخش "خدمات ارائه شده زیست بوم شامل مقالاتی در مورد موضوعاتی مانند "اکوسیستم‌های دریایی" توسط چارلز پیترسون و جین لوبچنکو و «جنگل‌های جهان و خدمات اکوسیستم آنها» توسط نورمن مایرز.
بخش آخر کتاب شامل مواردی است که خدمات مختلفی را نشان می‌دهد که اکوسیستم‌های مختلف به مردم سراسر جهان ارائه می‌دهند. بعنوان مثال می‌توان به موارد زیر اشاره کرد: «بهبود کیفیت آب توسط تالاب‌ها» توسط کاترین ایول و «خدمات اکوسیستم در یک اقتصاد مدرن در گانیسون و کلرادو» توسط اندرو ویلکوکس و جان هارت. در پایان کتاب، دیلی اظهار داشت که «تحلیل‌های اصلی ارائه شده در این کتاب تلاش برای ارزیابی اکوسیستم‌ها و گونه‌های مختلف آنها فقط در حدی است که خدمات آنها به صورت مواد و کالا جهت حمایت از زندگی به انسان‌ها اعطا می‌شود» اما این «تمرکز به هیچ وجه مانع تصمیم‌گیری بر اساس ارزش‌های دیگر نیز نیست».
در بررسی خود از کتاب، جیمز سالزمن به این نتیجه رسید که خدمات طبیعت، برخلاف تلاش‌هایی مانند قانون گونه‌های در معرض خطر، چنین شناختی می‌تواند مبنای یکپارچه و قانع‌کننده‌تری برای اقدام نسبت به آنچه توسط یک گونه یا حفاظت از تنوع زیستی پیشنهاد شده‌است، فراهم کند. به این دلیل ساده که تأثیرات این خدمات بر انسان بسیار سریع‌تر و غیرقابل انکار است.
اقتصاد جدید طبیعت: تلاش برای سودآوری حفاظت از منابع طبیعی در محیط زیست
اقتصاد جدید طبیعت: این کتاب تلاشی است برای سودآوری حفاظت از محیط زیست و منابع طبیعی که توسط دیلی و کاترین الیسون نوشته شده و در سال ۲۰۰۲ توسط مطبوعات منتشر شده‌است. این کتاب مطالعات مختلفی را ارائه می‌دهد که در آن شرکت‌ها یا دولت‌ها واقعاً می‌توانند از تلاش برای حفاظت منابع طبیعی و محیط زیست خود سود ببرند. یک فصل توصیف می‌کند که نیویورک «به جای اتخاذ راه حل تکنولوژیکی یک مرکز درمانی چند میلیارد دلاری»، تصمیم گرفته‌ است الزامات فدرال را برای بهبود کیفیت آب با گزینه کم‌هزینه‌تر، هر چند بحث‌برانگیز، جهت محافظت از یکپارچگی حوزه از طریق خرید زمین و محدودیت‌های توسعه، برآورده سازد. در حالی که فصل دیگری از آن، ارزیابی برنامه‌های مدیریت و کاهش انتشار گازهای گل‌خانه‌ای با توسعه یک سیستم تجارت کربن در سراسر جهان را با الگوبرداری از تجربه ایالات‌متحده در مورد آلودگی ارائه می‌دهد.
کنت آرو اظهار داشت که دیلی و الیسون جنبش جدیدی را ایجاد کردند که باعث می‌شود برای حفاظت از منابع طبیعی از نظر اقتصادی مفید باشند و باعث شد تا با تلاش‌های اکتیو، روش‌های مختلفی از فعالیت‌های سودآور را که باعث حفظ زیست‌کره می‌شوند را ایجاد و حفاظت کنند.